# سیستم یورشی آگیس

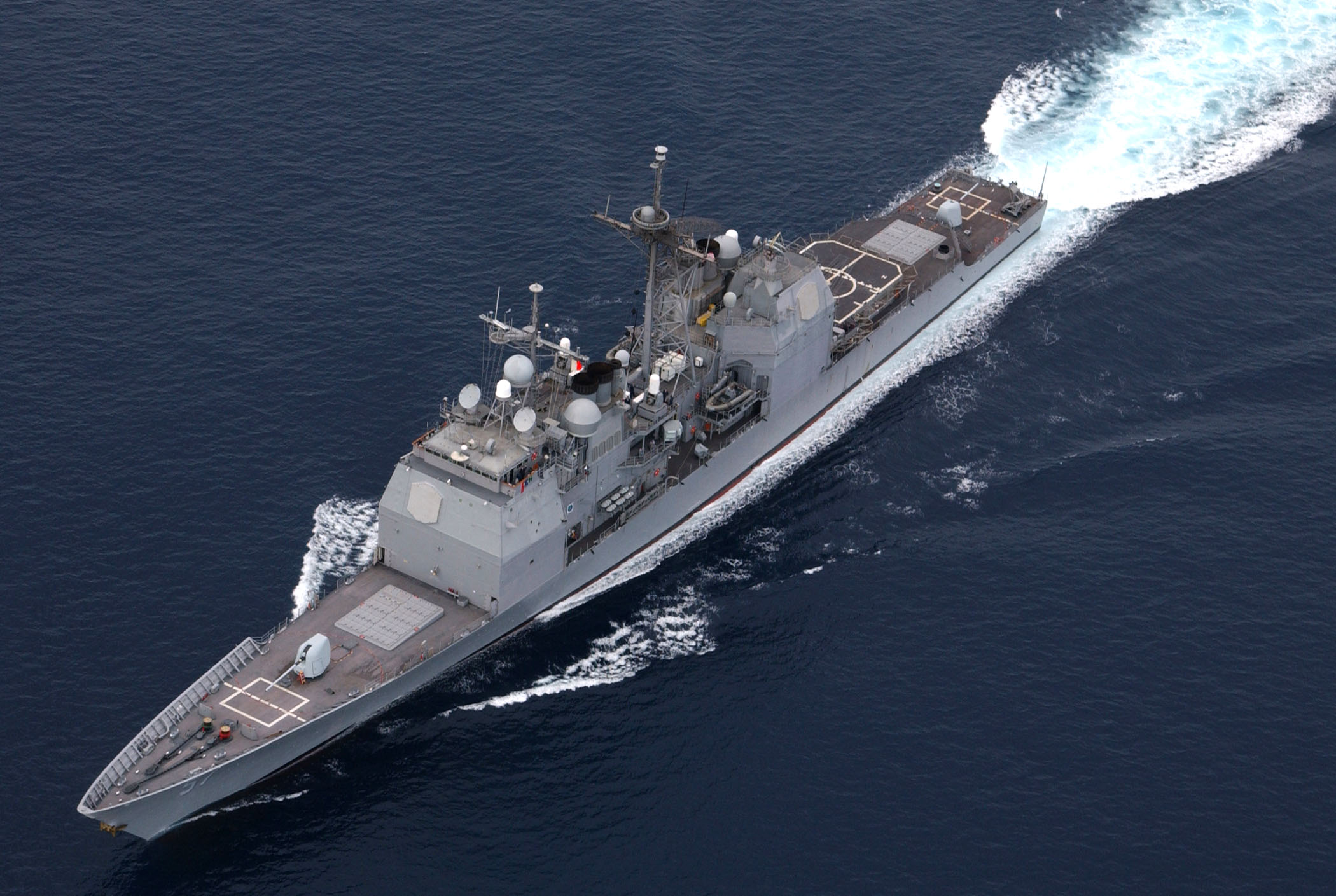
سیستم یورشی اگیس

سیستم یورشی آگیس (به انگلیسی: Aegis Combat System) یک سیستم یکپارچه یورشی دریایی آمریکایی است که توسط بخش موشکی و رادارهای سطحی ابرشرکت آرسی‌ای گسترش داده شده و اینک توسط بخش موشکی و کنترل آتش لاکهید مارتین تولید و فرآوری می‌شود.